# Arnt Kuebart
Arnt Kuebart (* 28. Januar 1969 in Memmingen) ist ein Brigadegeneral der Luftwaffe der Bundeswehr und seit dem 3. Juli 2024 Kommandeur Bodengebundene Verbände im Luftwaffentruppenkommando in Köln.

## Leben
Arnt Kuebart wurde 1969 als dritter Sohn des späteren Inspekteurs der Luftwaffe Hans-Jörg Kuebart (1934–2018) geboren, der beim Jagdbombergeschwader 34 in Memmingen von 1968 bis 1970 Kommandeur der Fliegenden Gruppe und von 1970 bis 1972 Kommodore war. Ein älterer Bruder ist Generalmajor Jan Kuebart (* ca. 1966), derzeit Amtschef des Luftfahrtamtes der Bundeswehr.
1988 trat er in Roth in die Luftwaffe ein und absolvierte dort seine Grundausbildung und anschließend seine Offizierausbildung an der Offizierschule der Luftwaffe im oberbayrischen Fürstenfeldbruck. Von 1989 bis 1993 studierte er Elektrotechnik an der Helmut-Schmidt-Universität/Universität der Bundeswehr Hamburg und wurde danach als Feuerleitoffizier und Einsatzoffizier in der Flugabwehrraketengruppe 21 in Möhnesee eingesetzt, die mit dem Waffensystem MIM-104 Patriot ausgerüstet war. Von 1997 bis 1999 war Kuebart als Spezialist für Elektronische Kampfführung im Luftwaffenführungskommando in Köln eingesetzt, während dieser Zeit war er zeitweise Teilnehmer am Medium Extended Air Defence System Source Selection and Evaluation Board in Huntsville in Alabama.
1999 übernahm Kuebart die Stabsstaffel der Flugabwehrraketengruppe 39 in Stadum bei Husum als Staffelchef und von 2001 bis 2002 die 4. Staffel der Flugabwehrraketengruppe 26 am gleichen Standort, bevor er bis 2004 den Lehrgang für Offiziere im Generalstabsdienst an der Führungsakademie der Bundeswehr in Hamburg absolvierte. Es schloss sich die Teilnahme an der Generalstabsausbildung des Vereinigten Königreiches und ein sicherheitspolitisches Studium am King’s College London an.
Von 2005 bis 2007 war Kuebart Grundsatzdezernent für Luftverteidigung im Luftwaffenführungskommando, 2007 bis 2010 Referent für Flugabwehrraketendienst und Flugkörperabwehr im Führungsstab der Luftwaffe im Bundesministerium der Verteidigung am Dienstsitz in Bonn und von 2010 bis 2011 als Referent für Nuklearpolitik und militärstrategische Grundlagen im Führungsstab der Streitkräfte in Berlin. Von 2011 bis 2013 folgte die nächste Verwendung als Disziplinarvorgesetzter, als Kommandeur der Flugabwehrgruppe/Flugabwehrraketengruppe 61 in Husum und Panker, bevor er bis 2016 als Adjutant und Büroleiter des Generaldirektors des Internationalen Militärstabes im NATO-Hauptquartier in der belgischen Hauptstadt Brüssel verwendet wurde.
2016 übernahm Kuebart als Kommodore das Flugabwehrraketengeschwader 1 und führte es bis 2018. Nach einem Lehrgang am Royal College of Defence Studies in London bis 2019 wurde er von 2020 bis 2022 als Referatsleiter in der Abteilung Politik für die Bereiche „Sicherheitspolitik und Beziehungen zu den Staaten Europas, Amerikas und Ozeaniens“ im Bundesministerium der Verteidigung eingesetzt. 2022 bis 2024 war er „Leiter EU Gruppe“ an der  Deutschen Militärischen Vertretung bei NATO & EU in Brüssel.
Im Juli 2024 übernahm Kuebart den Dienstposten des Kommandeurs Bodengebundene Verbände im Luftwaffentruppenkommando, womit ihm die Flugabwehr- und Objektschutzkräfte sowie die allgemeinmilitärischen Ausbildungseinrichtungen der Luftwaffe und die Luftwaffenunterstützungsgruppe Wahn unterstellt sind.